# Élections législatives françaises de 1967
Les élections législatives françaises de 1967 — les premières à se tenir après qu'une législature a été menée à son terme sous la Ve République — visent à élire les députés français pour la IIIe législature de la Ve République. Elles se tiennent les 5 et 12 mars 1967.
Après l'écrasante victoire des gaullistes dans la foulée de la dissolution de 1962, le président Charles de Gaulle et son Premier ministre, Georges Pompidou, disposent d'une majorité sortante confortable.
À l’issue du scrutin, la gauche, qui avait réussi à mettre de Gaulle en ballottage à l'élection présidentielle de 1965, effectue une importante remontée et la droite ne conserve qu'une très courte majorité.
La législature élue sera la plus courte de la Ve République, les événements de mai 1968 menant à une nouvelle dissolution.

## Contexte

### Fin de la deuxième législature
En 1958, le général de Gaulle a fait adopter la Constitution de la Ve République et a été élu président de la République. Il a obtenu une majorité aux élections législatives de 1958.
Après la négociation des accords d'Évian, approuvés par les Français lors du référendum du 8 avril 1962, Charles de Gaulle peut mettre fin à la crise algérienne et installer les nouvelles institutions dans la durée. Il propose l'élection du président au suffrage universel direct, qui fait exploser la majorité et voit le vote d'une motion de censure contre le gouvernement Pompidou le 5 octobre 1962.
En réaction, le général de Gaulle organise un référendum qui plébiscite la réforme à 62 %. Dans la foulée, il dissout l'Assemblée nationale. Les élections de novembre 1962 voient une nouvelle victoire écrasante pour la majorité présidentielle, tandis que les partisans du « non » s'effondrent.

### Élection présidentielle de 1965
La première élection présidentielle au suffrage universel direct se tient en décembre 1965. À l’issue du premier tour, le candidat de l’Union de la gauche, François Mitterrand, parvient à mettre le président sortant en ballotage. Cette situation est perçue comme un désaveu par le camp gaulliste et le chef de l’État envisage un temps de se retirer du scrutin. Finalement, Charles de Gaulle est réélu au second tour avec 55 % des voix.
Cet épisode marque un premier recul depuis 1958 pour la majorité gaulliste, et consacre le retour en force des partis de gauche sur l'échiquier politique. Les élections législatives de 1967 laissent donc présager la possibilité d'une alternance parlementaire qui causerait une crise institutionnelle.

## Résultats

### Au niveau national
| Parti                                                 | Parti                                                 | Parti                                                 | Premier tour | Premier tour | Second tour | Second tour | Sièges |
| Parti                                                 | Parti                                                 | Parti                                                 | Voix         | %            | Voix        | %           | Sièges |
| ----------------------------------------------------- | ----------------------------------------------------- | ----------------------------------------------------- | ------------ | ------------ | ----------- | ----------- | ------ |
|                                                       |                                                       | Union des démocrates pour la Ve République            | 7 022 495    | 31,37        | 6 948 148   | 37,08       | 200    |
|                                                       | Républicains indépendants                             | 1 230 870                                             | 5,50         | 921 815      | 4,92        | 42          |        |
|                                                       | Parti radical (hors FGDS)                             | 294 525                                               | 1,32         | 200 552      | 1,07        | 17          |        |
|                                                       | Divers gaullistes                                     | 159 978                                               | 0,71         | 27 510       | 0,15        | 17          |        |
| Total Union des républicains de progrès               | Total Union des républicains de progrès               | 8 413 343                                             | 37,58        | 7 897 473    | 42,14       | 259         |        |
|                                                       |                                                       | Parti communiste français                             | 5 004 780    | 22,35        | 3 948 762   | 21,07       | 71     |
|                                                       | Parti communiste guadeloupéen                         | 21 387                                                | 0,10         | 34 481       | 0,18        | 1           |        |
|                                                       | Union progressiste                                    | 12 865                                                | 0,06         | 16 124       | 0,09        | 1           |        |
| Total PCF et alliés                                   | Total PCF et alliés                                   | 5 039 032                                             | 22,51        | 3 999 367    | 21,34       | 73          |        |
|                                                       |                                                       | Fédération de la gauche démocrate et socialiste       | 4 231 173    | 18,90        | 4 521 949   | 24,13       | 116    |
| Total Fédération de la gauche démocrate et socialiste | Total Fédération de la gauche démocrate et socialiste | 4 231 173                                             | 18,90        | 4 521 949    | 24,13       | 116         |        |
|                                                       |                                                       | Centre démocrate                                      | 3 155 367    | 14,09        | 1 675 930   | 8,94        | 27     |
|                                                       | Modérés                                               | 435 455                                               | 1,94         | 118 714      | 0,63        |             | 27     |
|                                                       | Centriste ralliés                                     | 195 616                                               | 0,87         | 138 761      | 0,74        |             | 27     |
| Total Progrès et démocratie moderne                   | Total Progrès et démocratie moderne                   | 3 786 438                                             | 16,91        | 1 933 405    | 10,32       | 27          |        |
|                                                       | Parti socialiste unifié                               | Parti socialiste unifié                               | 473 846      | 2,12         | 173 470     | 0,93        | 4      |
|                                                       | Alliance républicaine pour les libertés et le progrès | Alliance républicaine pour les libertés et le progrès | 80 795       | 0,36         | 13 865      | 0,07        | 0      |
|                                                       | Extrême droite                                        | Extrême droite                                        | 44 067       | 0,20         |             |             | 0      |
|                                                       | Extrême gauche                                        | Extrême gauche                                        | 21 220       | 0,09         | 0           |             |        |
|                                                       | Régionaliste                                          | Régionaliste                                          | 5 035        | 0,02         | 0           |             |        |
|                                                       | Divers                                                | Divers                                                |              |              |             |             | 7      |
|                                                       |                                                       |                                                       |              |              |             |             |        |
| Inscrits                                              | Inscrits                                              | Inscrits                                              | 28 242 549   | 100,00       | 24 313 488  | 100,00      | 486    |
| Abstentions                                           | Abstentions                                           | Abstentions                                           | 5 331 710    | 18,88        | 4 911 044   | 20,2        |        |
| Votants                                               | Votants                                               | Votants                                               | 22 910 839   | 81,12        | 19 402 444  | 79,8        |        |
| Blancs et nuls                                        | Blancs et nuls                                        | Blancs et nuls                                        | 521 365      | 2,28         | 662 363     | 3,41        |        |
| Exprimés                                              | Exprimés                                              | Exprimés                                              | 22 389 474   | 97,72        | 18 740 081  | 96,59       |        |
| Source : Data.gouv.fr                                 |                                                       |                                                       |              |              |             |             |        |

### Composition de l'Assemblée
| Groupe parlementaire                      | Groupe parlementaire                      | Groupe parlementaire                               | Députés                                   | Députés                                   | Députés |  |
| Groupe parlementaire                      | Groupe parlementaire                      | Groupe parlementaire                               | Membres                                   | Apparentés                                | Total   |  |
| ----------------------------------------- | ----------------------------------------- | -------------------------------------------------- | ----------------------------------------- | ----------------------------------------- | ------- |  |
|                                           | UDR                                       | Union démocratique pour la Ve République           | 180                                       | 20                                        | 200     |  |
|                                           | FGDS                                      | Fédération de la gauche démocrate et socialiste    | 116                                       | 5                                         | 121     |  |
|                                           | COM                                       | Communiste                                         | 71                                        | 2                                         | 73      |  |
|                                           | FNRI                                      | Fédération nationale des républicains indépendants | 39                                        | 3                                         | 42      |  |
|                                           | PDM                                       | Progrès et démocratie moderne                      | 38                                        | 3                                         | 41      |  |
|                                           |                                           |                                                    |                                           |                                           |         |  |
| Total de députés membre de groupes        | Total de députés membre de groupes        | Total de députés membre de groupes                 | Total de députés membre de groupes        | Total de députés membre de groupes        | 477     |  |
|                                           | Députés non-inscrits                      | Députés non-inscrits                               | Députés non-inscrits                      | Députés non-inscrits                      | 9       |  |
|                                           |                                           |                                                    |                                           |                                           |         |  |
| Total des sièges pourvus                  | Total des sièges pourvus                  | Total des sièges pourvus                           | Total des sièges pourvus                  | Total des sièges pourvus                  | 486     |  |
| Total des sièges vacants et non attribués | Total des sièges vacants et non attribués | Total des sièges vacants et non attribués          | Total des sièges vacants et non attribués | Total des sièges vacants et non attribués | 1       |  |

Un siège vacant (territoire français des Afars et des Issas). Le député UD-Ve élu le 23 avril 1967 porte le total des députés gaullistes à 201.

### Analyse
Après la mise en ballottage de Charles de Gaulle par François Mitterrand en 1965, les élections législatives de 1967 sont une nouvelle déconvenue pour le pouvoir et pour le général de Gaulle. Si le premier tour des législatives est une victoire nette des gaullistes, on assiste à un renversement de tendance au second tour. En effet, contre toute attente, le second tour provoque la surprise que les résultats du premier tour rendaient improbable. Il s'en faut de très peu pour que la majorité gaulliste ne perde sa prépondérance à l'assemblée nationale. Sur 470 sièges en métropole, le gaullisme n'en conquiert que 233. Il dispose finalement d'une très courte majorité de 247 sièges sur 487. La gauche, battue d'une courte tête, apparaît comme la grande triomphatrice, les communistes passant de 41 à 73 élus et la gauche non communiste de 105 à 121 (dont 76 socialistes, 24 radicaux, 16 membres de la Convention des institutions républicaines de François Mitterrand et 5 divers gauche). Ainsi, la majorité gaulliste a frôlé de peu une défaite historique.